# Unesco-IHE
Unesco-IHE (Institute for Water Education) es un instituto internacional creado en 2003 enfocado a la educación en temas relacionados con el agua. El instituto es continuador de la tarea iniciada como IHE en 1957 con cursos de posgrado en ingeniería hidráulica para profesionales de países en desarrollo.
Unesco-IHE funciona en los Países Bajos en la ciudad Delft y forma parte de Unesco y de todos sus países miembros, siendo calificado como “Instituto Categoría I” tanto por UNESCO como por el Gobierno de los Países Bajos. 
A nivel mundial es la institución más grande dedicada la educación en temas relacionados con el Agua y es el único instituto dentro del sistema de las Organización de las Naciones Unidas acreditado para conferir títulos de maestría (MSc).
Las funciones del instituto UNESCO-IHE son las siguientes:
- Establecer estándares internacionales de programas de posgrado y de educación continua para profesionales en el área de recursos hídricos.
- Proveer servicios de fortalecimiento institucional en especial en países en desarrollo.
- Ofertar programas de educación, capacitación e investigación.
- Establecer y coordinar redes institucionales con organizaciones educativas y del sector hídrico a nivel mundial.
- Ser un foro de debate de políticas, guías y lineamientos para los Estado Miembros de UNESCO y otros interesados.
- Proveer apoyo y experiencia profesional en educación en temas hídricos.

Desde sus inicios en 1957 el instituto IHE, como era conocido, ha dado educación a nivel de posgrado a más de 14.000 profesionales (ingenieros y científicos) principalmente de países en desarrollo o países en transición, representado 160 países. El instituto también ha graduado a más de 75 doctores (PhD) y ha ejecutado numerosos proyectos de investigación y de fortalecimiento institucional local a lo largo y ancho del mundo.